# Alx Danielsson
Alx Danielsson (Östersund, 1 de Abril de 1981) é um piloto automobilístico sueco que foi campeão da World Series by Renault em 2006. Danielsson é o melhor piloto sueco da atualidade, e é considerado para alguns, como o novo Stefan Johansson.
Em 2013 ele competiu no Swedish V8 Thundercar Series, e em agosto fez sua estreia na NASCAR, dirigindo pela Creation-Cope Racing na Nationwide Series, na Mid-Ohio Sports Car Course.